# Emina Pilav
Emina Pilav (ur. 22 listopada 1951) – bośniacka lekkoatletka, płotkarka. Podczas kariery sportowej reprezentowała Jugosławię.
Wielokrotna rekordzistka Bośni i Hercegowiny na różnych dystansach.
W 1968 zdobyła srebrny medal europejskich igrzysk juniorów w biegu na 80 metrów przez płotki.
Dwukrotnie brała udział w halowych mistrzostwach Europy – w 1969 odpadła w eliminacjach na 50 metrów przez płotki, a w 1970 odpadła w eliminacjach na dystansie o 10 metrów dłuższym.
Półfinalistka mistrzostw Europy na 100 metrów przez płotki (1969).
Złota medalistka mistrzostw krajów bałkańskich na tym dystansie (1973).
Dwukrotna mistrzyni Jugosławii w biegu na 100 metrów przez płotki (1969 i 1970).

## Rekordy życiowe
- bieg na 100 metrów przez płotki – 13,80 (1973)[1] rekord Bośni i Hercegowiny[6]
- bieg na 60 metrów przez płotki (hala) – 8,56 (1975)[1] rekord Bośni i Hercegowiny[7]